# Visconde de Taíde
Fernando António Pinto de Miranda, Visconde de Taíde (1830-1910).
Fernando António Pinto de Miranda nasceu na freguesia de Taíde, concelho da Póvoa de Lanhoso, no dia 20 de outubro de 1830. Era filho de Fernando António Pinto de Miranda e de sua mulher D. Joana Maria de Magalhães Miranda, ambos moradores, à época do nascimento da criança, no lugar de Porto d’Ave da mesma freguesia.
Com poucos anos foi residir em Guimarães, onde iniciou estudos, acompanhado de perto pelo pai que o queria destinado à carreira eclesiástica. Mas muito cedo o jovem se manifestou, negando ser esse o caminho que queria seguir. Declarou, antes, que pretendia seguir carreira no comércio, de preferência no Brasil onde outros patrícios vinham tendo sucessos por todos comentados. Convencido o pai, saiu da barra do Douro com apenas 13 anos de idade.
Foram terrivelmente ásperos os primeiros anos da sua permanência no Brasil. “Sofreu tudo quanto pode sofrer uma alma ingénua”: amargas deceções, desenganos dolorosos, pesados sacrifícios. Mas a sorte nunca o abandonou e, juntando-a ao seu querer, à sua teimosia saudável, lutou sempre contra as dificuldades até que o êxito comercial começou a sorrir-lhe. De tal forma que, aos 20 anos de idade, acreditando em si e nas suas competências, estabeleceu-se por conta própria, entrando de sócio na Casa Estevam José Gomes & C.ª cuja gestão rapidamente assumiu. O seu nome firmou-se rapidamente na praça comercial do Rio de Janeiro e, ainda não contava trinta anos, era já apontado como um exemplo de amor ao trabalho e de honestidade pessoal.
Em 1902, já viúvo do primeiro casamento, Fernando António Pinto de Miranda completou seis décadas de serviço ativo no Brasil. Tinha 72 de idade. Decidiu então que havia chegado a hora de aproveitar os frutos que, ao longo de sessenta anos de intenso batalhar havia conseguido colher do imenso terreno que cultivara. Desligou-se da vida empresarial para tomar rumo a Portugal.
Não era a primeira vez que viajava para a Europa. Numa das muitas viagens de trabalho ao velho continente, em 1891, o rei D. Carlos outorgou-lhe o título de visconde de Taíde. Para legenda do seu brasão, adoptou a máxima que seguira durante toda a sua vida: “Fide in Deo sic labor improbus omnia vincint”. A fé em Deus e o labor incansável que o fizeram vencer, permitiam-lhe agora regressar, definitivamente à sua pátria.
Em 1902, lembrando-se a pequena aldeia onde tinha nascido, Fernando António Pinto de Miranda visitou-a, passando no templo onde fora batizado. O estado de pobreza em que este se encontrava entristeceu-o, pelo que decidiu construir uma nova igreja na paróquia de Taíde.
Esta igreja viria a ser inaugurada no dia 6 de outubro de 1904. Por divergências com o pároco, o benemérito que a custeou esteve ausente .
Depois do seu regresso a Portugal, em 1902, o visconde de Taíde passou a viajar por toda a Europa. Foi, aliás, numa dessas viagens que veio a falecer em março de 1910 - tinha 79 anos de idade.